# Aéroport de La Corogne
L'aéroport de La Corogne (code IATA : LCG • code OACI : LECO), anciennement appelé aéroport d'Alvedro, est un aéroport desservant la ville galicienne de La Corogne au nord-ouest de l'Espagne. Il est situé dans la municipalité de Culleredo, à 7 kilomètres du centre-ville. Il est géré par Aena, une entreprise d'État espagnole de gestion d'aéroports. Le contrôle aérien est géré par Ferronats. En 2014, 988 834 passagers ont fréquenté l'aéroport.

## Histoire
Le 11 septembre 1953, le Conseil des ministres ordonne la construction d'un aéroport pour desservir la ville de La Corogne. C'est alors le premier aéroport de la région, la zone étant montagneuse et les conditions météorologiques difficiles, compliquant ainsi l'implantation d'un aéroport. Le plus proche aéroport était ainsi l'aéroport de Lavacolla à Saint-Jacques-de-Compostelle, ouvert en 1935.
L'aéroport est construit sur la « meseta » d'Alvedro, dans la municipalité de Culleredo.
En 1961, les installations radios et électriques nécessaires sont installées. En 1962, un terminal de passagers est construit, et la piste est équipée de feux. Dans le même temps, les autorités de La Corogne entreprennent la construction d'une route reliant l'aéroport avec les villes de La Corogne et de Saint-Jacques-de-Compostelle.
La construction est achevée en mai 1963, et l'aéroport s'ouvre au trafic intérieur. Il est inauguré le 25 mai 1963, avec le premier vol en provenance de Madrid, opéré par la compagnie aérienne espagnole Aviaco.
En 1964, Aviaco proposait une ligne Vigo-La Corogne-Santander-San Sebastián-Barcelone à l'aide d'un Convair 440. Très peu fréquentée et peu rentable, la ligne est abandonnée au bout d'un an. Dès la fin des années 1960, l'aéroport commence à accueillir des vols charters depuis la Suisse ou Londres.
Une salle de contrôle aérien est construite en 1990, ainsi que l'installation d'un Instrument Landing System (ILS).

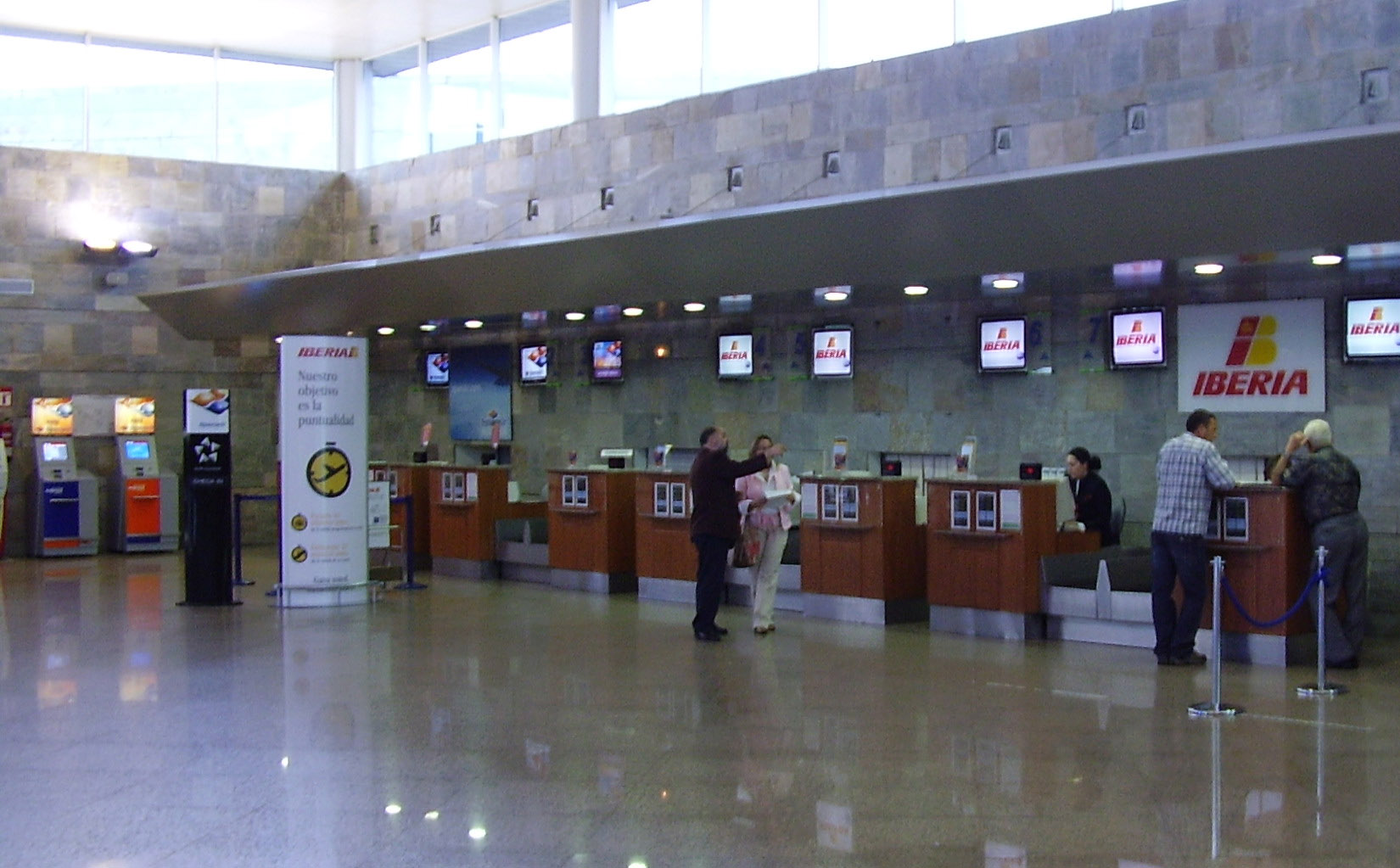
Comptoirs d'enregistrement.

En 1994, le nombre de passagers annuels a dépassé 259 000. La construction d'un nouveau terminal, de même que l'urbanisation croissante de la région, ont contribué au développement de l'aéroport. En 2001, l'aéroport installe des passerelles aéroportuaires et un bâtiment de fret. Il dispose aujourd'hui d'une seule piste d'atterrissage (03/21) de 1 940 mètres de long, et peut supporter douze mouvements d'appareils par heure.

## Situation
| \| 100 km1:11 216 000 \| Alicante Almería Andorre Badajoz Barcelone Bilbao Burgos León Castellón · de la Plana Ceuta Gérone Grenade Ibiza Jerez La Corogne Lleida Logroño Madrid Málaga Melilla Minorque Murcie Oviédo Palma de · Majorque Pampelune Reus Sabadell Saint-Jacques Saint-Sébastien Salamanque Santander Saragosse Séville Valence Valladolid Vigo Vitoria |
| 100 km1:11 216 000 |

Voir les Îles Canaries

## Compagnies aériennes et destinations
| Compagnies      | Destinations                                                    |
| --------------- | --------------------------------------------------------------- |
| Air Europa      | Madrid-Barajas                                                  |
| Binter Canarias | Las Palmas/Gran Canaria                                         |
| easyJet         | En saison: Genève-Cointrin, Milan-Malpensa                      |
| Iberia          | Madrid-Barajas                                                  |
| Volotea         | Bilbao, Malaga-Costa del Sol, Valence En saison: Minorque-Mahón |
| Vueling         | Barcelone-El Prat, Londres-Gatwick                              |

Édité le 09/02/2020  Actualisé le 15/04/2023

## Accidents et incidents
- Le 16 août 1973, le vol Aviaco 118 s'écrase durant sa phase d'approche de l'aéroport d'Alvedro. Les 85 personnes à bord sont tuées, plus une personne au sol.